# Eressa paurospila
Eressa paurospila är en fjärilsart som beskrevs av Turner 1922. Eressa paurospila ingår i släktet Eressa och familjen björnspinnare. Inga underarter finns listade i Catalogue of Life.